# Touville
Touville – miejscowość i dawna gmina we Francji, w regionie Normandia, w departamencie Eure. W 2013 roku populacja ówczesnej gminy wynosiła 160 mieszkańców. 
Dnia 1 stycznia 2018 roku połączono dwie wcześniejsze gminy: Thénouville oraz Touville. Siedzibą gminy została miejscowość Bosc-Renoult-en-Roumois, a nowa gmina przyjęła nazwę Thénouville.